# Amtsbezirk (Preußen)
Amtsbezirk ist die Bezeichnung für einen Verwaltungsbezirk in Preußen von 1874 bis 1945. Auch andere historische Staaten verwendeten den Begriff für ihre Verwaltungseinheiten. Die Leitung der jeweiligen Bezirke oblag einem Amtsvorsteher bzw. bei den Amtsbezirken in den „eingegliederten Ostgebieten“ einem Amtskommissar. Jeder Amtsbezirk führte im Schriftverkehr eine eigene runde Verschlussmarke aus Papier zum Versiegeln von Briefen. 

## Amtsbezirke nach der preußischen östlichen Kreisordnung
Die preußischen Amtsbezirke fassten mehrere Landgemeinden und Gutsbezirke zur gemeinsamen Verwaltung zusammen.

### Preußen
Mit der Einführung der Kreisordnung für die sechs östlichen preußischen Provinzen vom 13. Dezember 1872 zum 1. Januar 1874 wurde die gutsherrliche Polizeigewalt beseitigt. Sie wurde aber nicht auf die Gemeinden oder auf den Kreis übertragen, sondern den neuen Amtsvorstehern anvertraut.
Diese wurden vom Kreistag für ihren Bezirk, den Amtsbezirk, gewählt und vom König, später vom Oberpräsidenten und zuletzt vom Regierungspräsidenten ernannt.
Der Amtsbezirk umfasste mehrere Landgemeinden oder Gutsbezirke, während die Stadtgemeinden außerhalb des Bereichs eines Amtsbezirks blieben. Größere Landgemeinden oder Gutsbezirke konnten auch allein für sich einen Amtsbezirk bilden (Eigenamtsbezirk).
Der Amtsvorsteher war die Ortspolizeibehörde. Er wurde für die Dauer von sechs Jahren gewählt und ernannt. Bei Fehlen geeigneter Kandidaten konnte auch ein Amtsvorsteher für den Bereich eines oder mehrerer benachbarter Amtsbezirke kommissarisch ernannt werden.
In einem Eigenamtsbezirk nahm der Gemeinde- oder Gutsvorsteher die Aufgaben des Amtsvorstehers wahr. Einen bestimmten Amtssitz gab es nicht. Die Geschäfte wurden vom Wohnsitz des Amtsvorstehers aus ehrenamtlich geleitet, so dass dieser Sitz bei der Ernennung eines neuen Amtsvorstehers auch örtlich wechseln konnte. So sollten eine sparsame Verwaltung gewährleistet sein und die schwache Finanzkraft der östlichen Kreise Preußens nicht durch eine hauptamtliche Verwaltung überfordert werden.
Mit der Kreisordnung für die Provinz Schleswig-Holstein vom 26. Mai 1888 (Preuß. GS. S. 139) wurden die Amtsbezirke auch in der Provinz Schleswig-Holstein eingeführt.
Nicht eingeführt wurden Amtsbezirke in den Provinzen Hannover und Hessen-Nassau.
Die Landbürgermeistereien in der Rheinprovinz, die aus mehreren Gemeinden bestanden, wurden ab 1927 als Ämter bezeichnet. Damit war auch hier der Begriff Amtsbezirk eingeführt.
Nach dem Ende der Monarchie wurden 1919/20 kreisweise ohne Rücksicht auf die jeweilige Amtsdauer alle Amtsvorsteher im nunmehrigen Freistaat Preußen geschlossen neu gewählt. Die Dauer der Wahlperiode war offen, sie sollte gesetzlich neu bestimmt werden. Dazu ist es aber bis 1945 nicht mehr gekommen. Danach wurden die Amtsvorsteher ab 1919 auf unbestimmte Dauer bis zur neuen Wahl oder Ernennung eines Amtsvorstehers ernannt.

### Freie Stadt Danzig
Die bisherigen preußischen Regelungen blieben nach 1920 bestehen, nur wurde die Amtsdauer der Amtsvorsteher auf vier Jahre verkürzt.

### Memelgebiet
Die bisherigen preußischen Regelungen blieben nach 1920 bestehen, nur wurde die Amtsdauer der Amtsvorsteher auf drei Jahre verkürzt.

## Amtsbezirke in außerpreußischen Ländern
Auch die Landkreise des Landes Anhalt waren ähnlich dem preußischen Muster in Amtsbezirke eingeteilt.

## Amtsbezirke in den „eingegliederten Ostgebieten“
Nach dem Überfall auf Polen und der folgenden Annexion des Warthelandes und Danzig-Westpreußens durch das Deutsche Reich am 26. Oktober/20. November 1939 – sogenannte „eingegliederte Ostgebiete“ – wurde die Verwaltung der dortigen Gemeinden dem Reichsrecht angepasst. Während die Stadtkreise ab dem 1. Januar 1940 und die meisten wichtigen Städte nach und nach der im Altreich gültigen Deutschen Gemeindeordnung vom 30. Januar 1935 unterstellt wurden, welche die Durchsetzung des Führerprinzips auf der Gemeindeebene vorsah, sah Artikel III 1 der Verordnung über die Einführung der Deutschen Gemeindeordnung in den eingegliederten Ostgebieten vom 21. Dezember 1939 mit Wirkung vom 1. April 1940 vor, dass die „übrigen“ Gemeinden vorläufig in Amtsbezirken zusammengefasst wurden und von Amtskommissaren verwaltet wurden. Diese Amtsbezirke wurden neu bestimmt, fußten aber zum größten Teil auf den Bezirken der bisherigen polnischen Großgemeinden (Gmina), die wiederum mehrere Dorfgemeinden umfassten. Die früheren Posener Polizeidistrikte wurden nicht wiederhergestellt.
Der Amtskommissar war ein Beamter des Landkreises, der die Einzelgemeinden des Amtsbezirks insgesamt verwaltete. Insbesondere haushaltsrechtlich wurde der gesamte Amtsbezirk als Einheit betrachtet. Von „kommunalrechtlicher Selbstständigkeit“ konnte daher auch im nationalsozialistischen Sinne keine Rede sein.
In einem einzigen Falle ist bis Kriegsende ein solcher Amtsbezirk unter Verleihung der Deutschen Gemeindeordnung vom 30. Januar 1935 an die Einzelgemeinden noch umgewandelt worden. Das geschah mit Wirkung vom 1. April 1944 für die Gemeinden der „Koschneiderei“ im Landkreis Konitz, Reichsgau Danzig-Westpreußen für den Amtsbezirk Osterwick, Kr. Konitz.
Dieser umfasste danach die nach der Deutschen Gemeindeordnung verwalteten Gemeinden:
- Döringsdorf
- Dützenfließ
- Frankenhagen
- Görsdorf, Kr. Konitz
- Götzendorf
- Granau
- Harmsdorf, Kr. Konitz
- Heideneuhof
- Lichnau
- Osterwick, Kr. Konitz
- Schlagenthin